# Natalia Widla
Natalia Widla (* 1993 in Cham) ist eine Schweizer Journalistin und Buchautorin.

## Journalismus
Natalia Widla lancierte ihre journalistische Karriere bei Watson, SRF und der Zuger Zeitung, bevor sie 2018 als Co-Chefredaktorin zum Zürcher Onlinemagazin das Lamm stiess. Der Neuzugang fiel dort in eine Zeit der Neustrukturierung und Neuausrichtung vom konsum- zum systemkritischen Magazin. Einen ersten grösseren journalistischen Erfolg erzielte Widla zu dieser Zeit mit ihrer Recherche über den rechtskonservativen Besitzer des Schokoladenproduzenten Läderach, die von mehreren Medien aufgegriffen wurde. Im Oktober 2020 trat Natalia Widla ein Stage bei der WOZ die Wochenzeitung an. Seit ihrem Weggang von dort arbeitet sie als freie Journalistin unter anderem für die An.schläge, die Republik und Surprise sowie als Redaktorin von das Lamm.
Im März 2023 erschien Widlas gemeinsam mit der Journalistin Miriam Suter geschriebenes Sachbuch Hast du Nein gesagt? Vom Umgang mit sexualisierter Gewalt mit einem Vorwort von Franziska Schutzbach im Zürcher Limmat Verlag. Im Buch geben die beiden Autorinnen die Perspektiven von Frauen wieder, die sexualisierte Gewalt erfahren haben. Eingebettet sind die Erfahrungsberichte in eine Hintergrundrecherche zur Praxis von Polizei, Justiz und Beratungsstellen betreffend den Umgang mit sexualisierter Gewalt. Die Publikation erfuhr viel Aufmerksamkeit und wurde medial breit rezipiert.
Im Juli 2023 kündigten Miriam Suter und Natalia Widla an, an einem zweiten Buch zu arbeiten. Im Fokus ihrer neuen Recherche stehe die Frage, wieso Männer zu Tätern werden. Um ihre Arbeit finanzieren zu können, lancierten die beiden Autorinnen ein Crowdfunding. Ihr Finanzierungsziel von 20'000 Schweizer Franken erreichten sie dabei innert vier Tagen.

## Ehrungen
Im März 2020 wurde Natalia Widla vom Branchenmagazin Schweizer Journalist:in als eines von 30 Nachwuchstalenten unter 30 ausgezeichnet.

## Werke
- Hast du Nein gesagt? Vom Umgang mit sexualisierter Gewalt. Gemeinsam mit Miriam Suter, Limmat Verlag, Zürich 2023, ISBN 978-3-03926-054-6.
- Niemals aus Liebe: Männergewalt an Frauen. Gemeinsam mit Miriam Suter, Limmat Verlag, Zürich 2024, ISBN 978-3-03926-078-2